# Pfarrkirche Eggelsberg

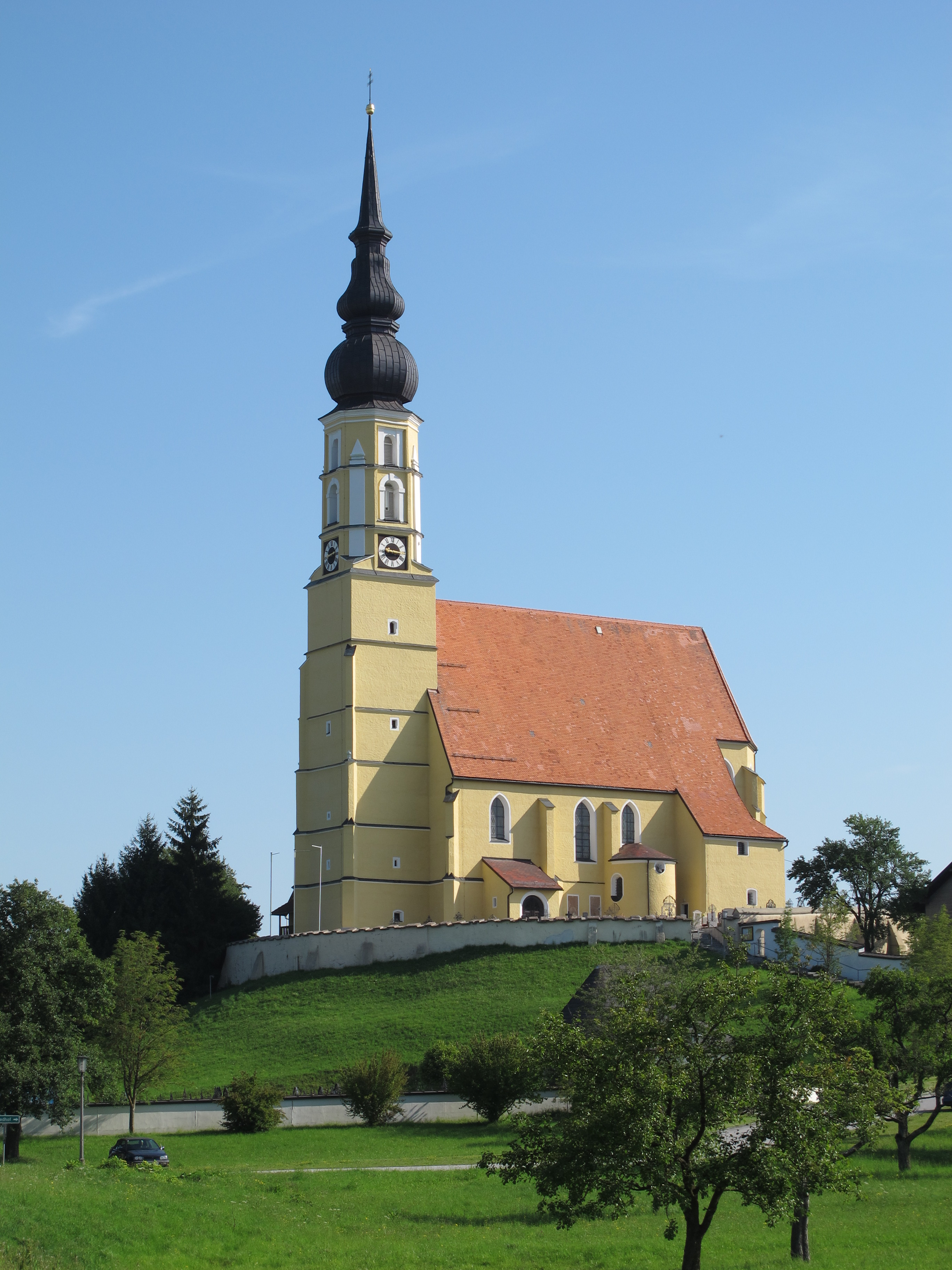
Pfarrkirche Mariä Himmelfahrt von Süden

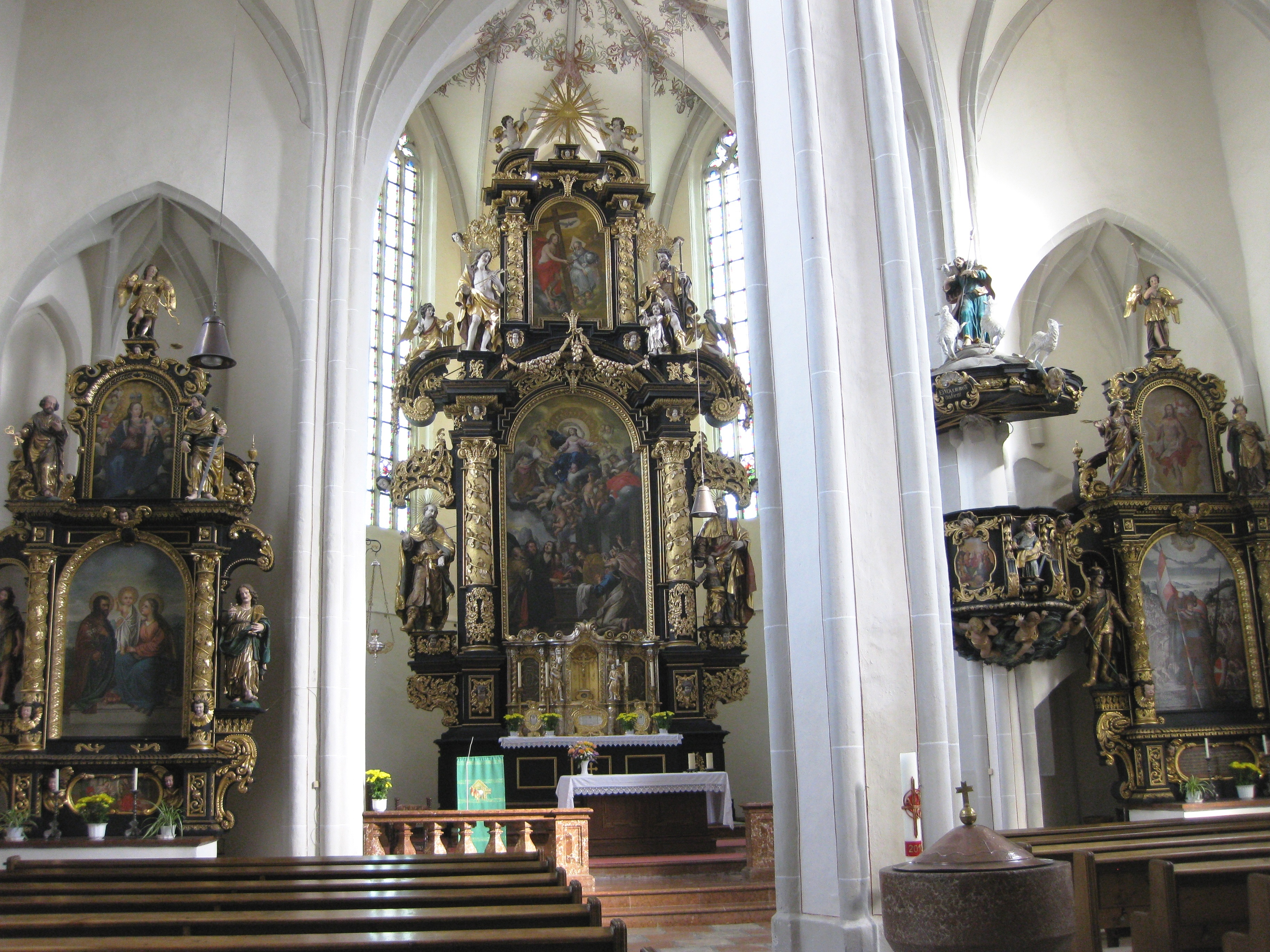
Hochaltar und Seitenaltäre

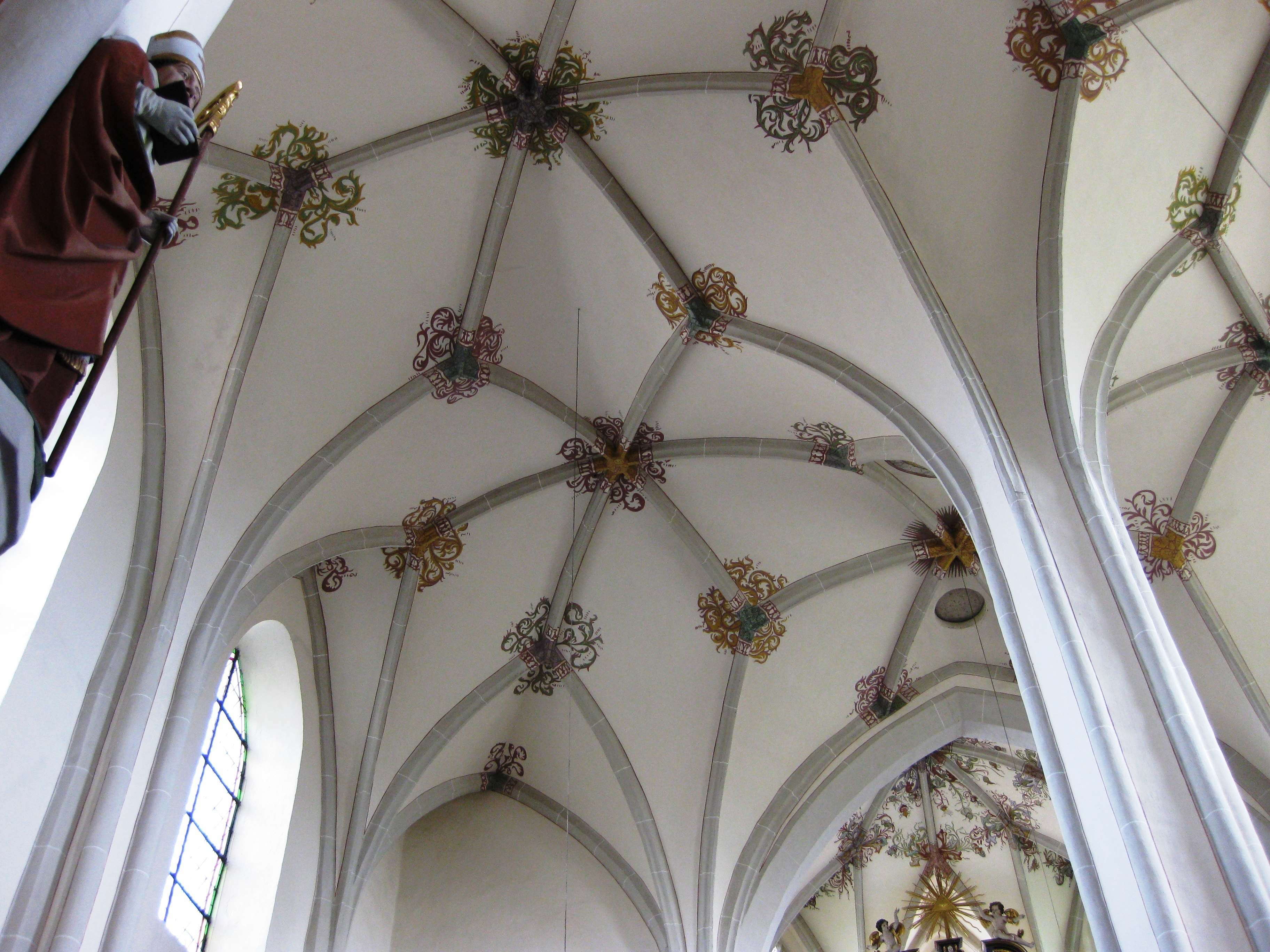
Sternrippengewölbe (16. Jh.)

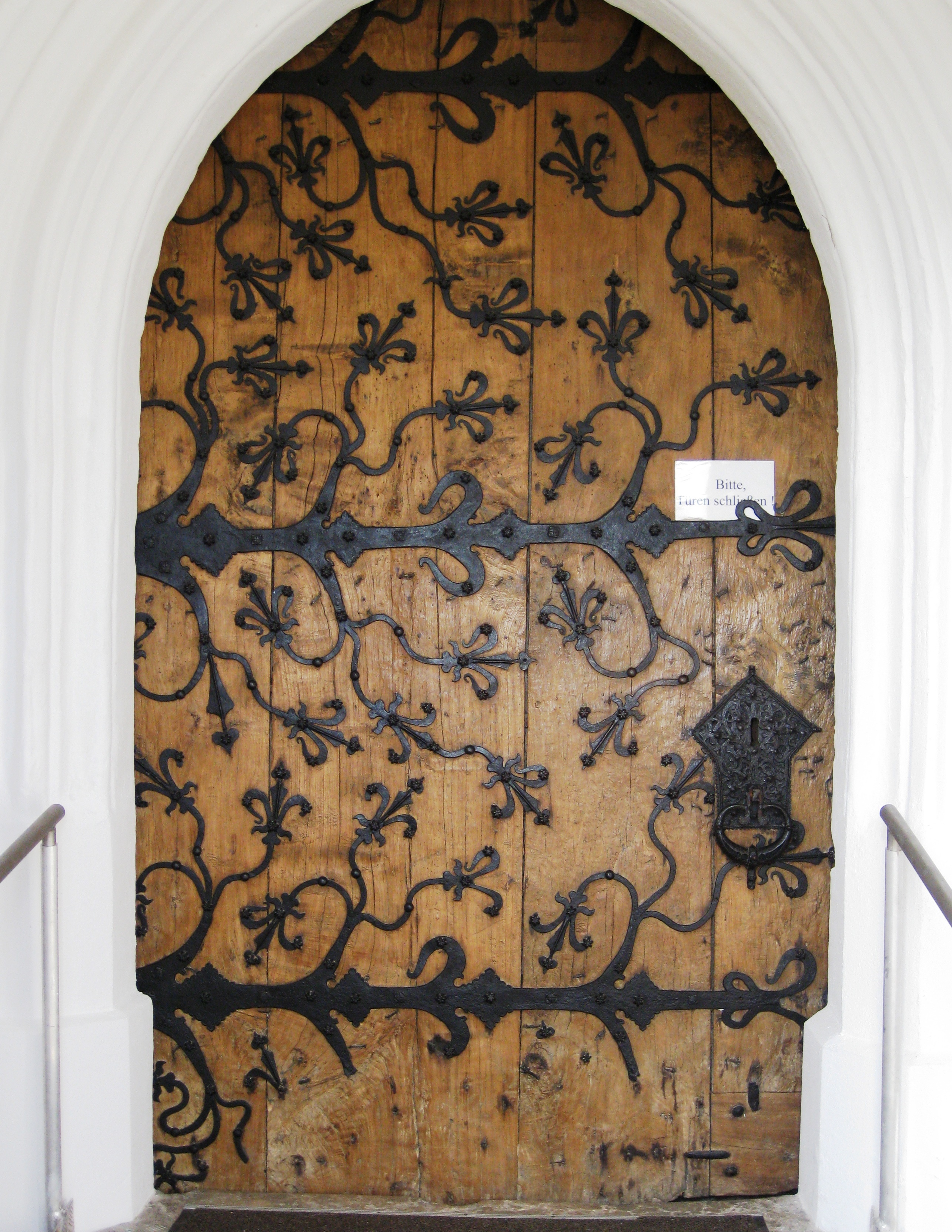
Spätgotische Türbeschläge

Die römisch-katholische Pfarrkirche Eggelsberg steht im Ort Eggelsberg in der Marktgemeinde Eggelsberg im Bezirk Braunau am Inn in Oberösterreich. Die auf Mariä Himmelfahrt geweihte Kirche gehört zum Dekanat Ostermiething in der Diözese Linz. Die Kirche und der Friedhof stehen unter Denkmalschutz.

## Architektur
Eine Kirche wurde 1143 urkundlich genannt. Die Kirche steht auf dem höchsten Punkt des Ortes und ist von einer Wehrmauer mit Steinplattenabdeckung umgeben.
Der gotische Kirchenbau entstand um 1420/1436, wahrscheinlich mit Meister Oswald Bürkel. Ihr Innenraum ist wie bei der Braunauer Spitalskirche als sogenannter Dreistützenbau ausgebildet, bei dem ein westliches Stützenpaar die Emporenanlage und eine Mittelstütze das Schiffsgewölbe trägt. Sie steht damit in unmittelbarer Verbindung zu der Bürgerspitalkirche sowie weiteren Kirchen in der Umgebung, bei denen allerdings zum Teil der mittlere Pfeiler später entfernt wurde. Das Langhaus ist ein hoher viereinhalb Joch langer Dreistützenbau mit den charakteristischen Rautenschirmgewölben dieses Typs. Die Seitenapsiden sind gegenüber dem Vorbild bereits vereinfacht. Der 72 m hohe gotische Westturm endet in einem barockisierten Aufsatz. Im südlichen Chorwinkel ist die spätgotische Sakristei und ein zweigeschoßiges Oratorium eingebaut. An der Nord- und Südseite sind gleichartige Anbauten hinzugefügt: im Westen jeweils eine Portalvorhalle, im Osten elliptische barocke Kapellen mit Rundbogen- und Ovalfenstern. In den Vorhallen sind bemerkenswerte spätgotische Kirchenportale mit Kielbogenrahmung und mittelalterlichen Beschlägen erhalten.
Die vierschiffige Westempore lehnt sich an die westlichen Freipfeiler, in der Unterwölbung wurden die ehemaligen Rippen abgeschlagen. Durch den nach Osten ansteigenden Fußboden ist der Chor erhöht. Er ist mit einem Sterngewölbe geschlossen, die Rippen gehen ohne Kapitelle in die Dienste über. Auch das Sakristeiportal hat den spätgotischen Beschlag in Rautenform bewahrt.

## Ausstattung
Der gewaltige Hochaltar, wohl von einem Mattighofener Meister, mit Knorpelwerk und gedrehten Säulen entstand um 1661 und zeigt ein Gemälde von Tobias Schinagl (1661). Die Statuen werden dem Meister der Filialkirche St. Florian bei Helpfau zugeschrieben. Das Altarblatt zeigt Mariä Himmelfahrt, das Bild im Auszug die Heilige Dreifaltigkeit, die Altarfiguren stellen den Heiligen Joachim und Anna mit Maria dar.
In den Seitenapsiden stehen zwei gleichartige frühbarocke Säulenretabel mit gewundenen korinthischen Säulen. Das linke Altarblatt stellt die Heilige Familie dar und wurde von Otto Bratic im Jahr 1905 gemalt, das rechte zeigt den Heiligen Achatius und den Märtyrertod seiner Soldaten und stammt wohl von Schinagl um 1660/70.
Die Kanzel mit einem auf einer Wolkenkonsole von Engeln getragenen Korb wurde um 1730 geschaffen.
Im 72 Meter hohen Turm befinden sich fünf Glocken, die in den Tönen  cis´ e´ fis´ gis´ h´ erklingen. Sie wurden 1926 (Glocke 5, St. Florian), 1950 (Glocke 2, 3 und 4, St. Florian) und 1959 (Glocke 1, Hamm und Hartner in Grödig) gegossen.
Von den Grabdenkmälern verdienen mehrere Rotmarmortafeln in den Portalvorhallen Beachtung, darunter in der nördlichen für Johannes Hochbrandus († 1679), Pfarrer Zacharias Öler († 1716) sowie im Süden für Leonhart Hellner († 1482) und für Pfarrer Georg Kugler († 1649), letzteres mit einer von einem Skelett gehaltenen Inschrift mit Wappen- und Kelchrelief. Zahlreiche weitere teils schwer lesbare Rotmarmorgrabsteine sind an der Südseite des Langhauses aufgestellt. An der Stirnseite des Chores steht die Grablege der Familie Schnaitl, eine klassizistische Nischenkapelle mit Giebel aus der Zeit um 1900.

## Orgel
Im Jahr 2002 wurde von der Orgelbauanstalt Kögler (St. Florian) eine neue Orgel mit 20 klingenden Registern auf zwei Manualen und Pedal in das bestehende barocke Gehäuse (1653) eingebaut. Die Disposition lautet:
| I Hauptwerk    |       |
| Quintade       | 16′   |
| Principal      | 8′    |
| Hohlflöte      | 8′    |
| Viola da Gamba | 8′    |
| Octave         | 4′    |
| Spitzfletten   | 4′    |
| Quinte         | 2 ⁄3′ |
| Octave         | 2′    |
| Mixtur IV      |       |
| Trompete       | 8′    |

| II Oberwerk     |    |
| Copl            | 8′ |
| Principal       | 4′ |
| Rohrflöte       | 4′ |
| Octave          | 2′ |
| Flöte           | 2′ |
| Sesquialtera II |    |
| Cimbel II       |    |

| Pedal     |     |
| Subbass   | 16′ |
| Octavbass | 8′  |
| Posaune   | 16′ |

Koppeln
II/I, I/P, II/P